# Шотландское Просвещение
Шотла́ндское Просвеще́ние (англ. Scottish Enlightenment) — период в истории Шотландии XVIII — начала XIX века, характеризующийся всплеском интеллектуальной и научной активности. В середине XVIII века шотландцы были одним из самых грамотных народов Европы (по оценкам, уровень грамотности достигал 75 %). Ключевыми фигурами шотландского Просвещения были несколько сот учёных, мыслителей и литераторов. В столице Шотландии, Эдинбурге, возникли научные общества (например, The Royal Society of Edinburgh, The Select Society и The Poker Club), ставшие кузницей идей, прославивших шотландское Просвещение.

## История
После заключения Акта об Унии в 1707 году, в результате которого образовалось новое государство Великобритания, позиция Шотландии в мире значительно улучшилась. Многие шотландские учёные преподавали в крупнейших городах континентальной Европы, но вместе со стремительной экспансией Британской империи многие из них вновь вернулись на родину.
Таким образом Шотландия, считавшаяся до 1707 года одной из самых бедных стран Западной Европы, сумела обратить внимание всего мира на себя. Шотландия искусно совмещала преимущества свободной торговли в составе Британской империи с современной системой образования, первой в Европе с античных времён. Именно эти два фактора стали «двигателем» шотландского Просвещения. Также на развитие в Шотландии гуманистических взглядов повлияли исторические связи с Францией, переживавшей период культурного и политического расцвета в годы правления Людовика XIV.

## Обзор
Разделяя гуманистические и рационалистические взгляды европейского Просвещения, мыслители шотландского Просвещения утверждали фундаментальное значение человеческого разума в сочетании с отказом от традиционных представлений о мире, которые не могут быть оправданы рационально. Они верили, что, руководствуясь только разумом, человек может произвести изменения к лучшему в природе и обществе. Именно это свойство является особенностью шотландского Просвещения, выделяющей его из общего течения Просвещения. В Шотландии Просвещение отличалось особенным эмпиризмом и практичностью, основными достоинствами считались практическая польза для общества в целом, а также для отдельных его членов.
Наиболее значительных достижений удалось достигнуть в первую очередь в области гуманитарных наук: философии, экономики, юриспруденции, социологии, но также в археологии, геологии, медицине, химии и инженерном деле. Наиболее значительный вклад внесли Фрэнсис Хатчесон, Адам Смит, Дэвид Юм, Адам Фергюсон, Томас Рид, Джон Плейфэр, Джозеф Блэк, Роберт Бёрнс и Джеймс Хаттон.
Иногда считают, что шотландское Просвещение закончилось в конце XVIII века, однако большое количество учёных внесли свой бесценный вклад в науку на протяжении первой половины XIX века, к примеру, изобретатель-механик Джеймс Уатт, изобретатель Уильям Мэрдок, физик и математик Джеймс Клерк Максвелл, физик Уильям Томсон, а также основоположник жанра исторического романа Вальтер Скотт.

## Достижения

### Эмпиризмииндукция
Одним из основателей шотландского Просвещения считается Фрэнсис Хатчесон, преподаватель философии в Университете Глазго. Одним из важнейших тезисов, выдвинутых этим сторонником деизма, был принцип утилитаризма и консеквенциализма, согласно которому ценность поступка определяется его полезностью.
Другой знаменитый шотландский философ того времени, Дэвид Юм, сформулировал «Трактат о человеческой природе», носящий характер скептицизма и агностицизма.

### Экономикаисоциология
Научная работа Адама Смита «Исследование о природе и причинах богатства народов» заложила фундамент современной экономики и в частности политической экономии.

### Наука имедицина
Значительный вклад в научное развитие внесли такие учёные, как врач и химик Уильям Каллен, агроном Джеймс Андерсон, физик и химик Джозеф Блэк и Джеймс Хаттон — отец современной геологии.

## Просвещение в Шотландии
Шотландское Просвещение было сосредоточено вокруг трёх университетов: Эдинбургского, Абердинского и Университета Глазго. Многие из основателей движения были заведующими кафедры или профессорами этих университетов. Большинство из них были между собой близкими друзьями и часто встречались для дебатов. Так родилась идея создания клубов по интересам, научных сообществ.

### Глазго
Колыбелью шотландского Просвещения стал Глазго, где преподавали многие представители эпохи. Фрэнсис Хатчесон — профессор философии в Университете Глазго — подготовил почву для возникновения движения модератов и прогрессивного просвещенческого мышления. Джозеф Блэк и Адам Смит также преподавали в Глазго, Джеймс Уатт получил место мастера-изготовителя точных и оптических инструментов в Университете Глазго.
В XVIII веке Глазго был важным торговым пунктом — сюда прибывали корабли из Северной Америки. Наиболее процветающими отраслями были металлургия, импорт табака и текстильная промышленность. Глазго стал крупным индустриальным центром Великобритании, численность населения увеличилась втрое за полвека. Изменился и облик города, по образцу эдинбургского Нового города был построен новый квартал в георгианском стиле. Ключевые фигуры Просвещения были увековечены в XIX веке серией статуй и монументов.
Связи Адама Смита с торговцами Глазго, многие из которых получили хорошее образование, помогли ему с написанием «Исследования о природе и причинах богатства народов».

### Эдинбург
Главным культурным и научным центром страны стала её столица. Старый город к концу XVII века оказался переполнен, и, чтобы предотвратить массовый отъезд влиятельных персон в Лондон, было принято решение о расширении границ Эдинбурга. Новый город, строение которого началось во второй половине XVIII века, стал своеобразным символом эпохи Просвещения. Отличительными чертами Нового города являются чёткая структурированность и дух патриотизма, переданный при помощи названий улиц и площадей. В просторные георгианские дома нового квартала переехали многие представители эпохи, включая Дэвида Юма.
В Эдинбурге возникли многие научные сообщества. Членов The Select Society (первоначально The St. Giles Society в честь собора Сент-Джайлс) занимали вопросы политики и философии. The Poker Club обсуждал проблемы шотландской милиции. Поэтическое и художественное сообщество Edinburgh Cape Club существует и по сей день.
В честь мыслителей эпохи, внёсших неоценимый вклад в культуру и науку, в Эдинбурге установлены статуи (например, статуи Адама Смита, Дэвида Юма, Роберта Фергюсона) и монументы (монумент Скотта, монумент Бёрнса).

## Значение периода Просвещения во всемирной истории
В первую очередь шотландское Просвещение повлияло на развитие гуманитарных наук. Принципы, сформулированные в XVIII веке, стали основой многих современных учений. Нельзя недооценивать вклад шотландских медиков — Эдинбург стал одним из ведущих центров исследования новых медицинских разработок и по обучению медицине.
Шотландское Просвещение имело значительное влияние на развитие культуры и науки и за пределами Великобритании. В частности, значительная часть технических и социальных проектов США, Канады и Новой Зеландии в XVIII—XIX веках черпали идеи в кругах шотландской диаспоры и студентов, обучавшихся в Шотландии. Так, отцы-основатели США подписали Декларацию независимости и Конституцию США в некоторой степени под воздействием политических идей шотландских мыслителей.